# Transiting planets and planetesimals small telescope
Pour les articles homonymes, voir Trappiste (homonymie).
TRAPPIST, acronyme de l'anglais Transiting planets and planetesimals small telescope, en français Petit télescope dédié aux planètes en transit et aux planétésimaux, est un réseau de deux télescopes robotisés (en) situé à l'observatoire de La Silla installé par le groupe Astrophysique et Traitement de l'Image de l'Université de Liège, pour l'hémisphère sud, et d'un second télescope à l'Observatoire de l'Oukaïmeden, dans l'Atlas. Le télescope sud est contrôlé depuis l'Université de Liège, le télescope nord en partenariat entre Liège et l'université Cadi Ayyad de Marrakech.

## Objectifs
Les objectifs de TRAPPIST (aussi bien Nord que Sud) sont d'une part la détection et l'étude des exoplanètes et d'autre part l'étude des comètes et autres petits corps du système solaire en vue de mieux comprendre la genèse du système solaire et de la Terre en particulier.

## Installations

### TRAPPIST-Sud
Il a coûté environ 300 000 € et a été financé par le FNRS et par le FNS, l'Université de Genève s'étant associée au projet. Le nom TRAPPIST est un jeu de mots sur les bières trappistes.
Il est destiné à l’étude des systèmes planétaires par la détection et caractérisation des exoplanètes, et l’étude des comètes en orbite autour du Soleil. Pour les exoplanètes, il utilise la méthode des transits. 
Son diamètre est de 60 cm et il est entièrement autonome.  Son optique est de type Ritchey-Chrétien.  Le télescope est équipé  de deux roues à filtres et d'un détecteur CCD de 2048x2048 pixels couvrant un champ de 22'x22'. Refroidi à −50 °C, ce capteur a une efficacité quantique maximale de 96 %.
En 2010, il participe à la détermination de la taille de (136199) Éris.
En 2015, il est utilisé pour découvrir trois exoplanètes de dimensions terrestres autour de la naine ultra-froide TRAPPIST-1.

### TRAPPIST-Nord
TRAPPIST-Nord est l'analogue de TRAPPIST-Sud pour observer l'hémisphère nord céleste. Installé au printemps 2016 à l'Observatoire d'Oukaïmeden, dans l'Atlas marocain, il est inauguré le 6 octobre de la même année. TRAPPIST-Nord est dirigé par des chercheurs de l'Université de Liège et de l'université Cadi Ayyad de Marrakech.

## Résultats
En 2015, l'étoile naine ultra-froide 2MASS J23062928-0502285 est observée et, grâce à ces observations et à celles obtenues avec d'autres instruments, sept planètes sont découvertes autour d'elle (dont trois dans la zone habitable), ce qui vaut au système le nom TRAPPIST-1.

## Honneur
L'astéroïde (541897) TRAPPIST porte son nom.